# 德国小星球航空

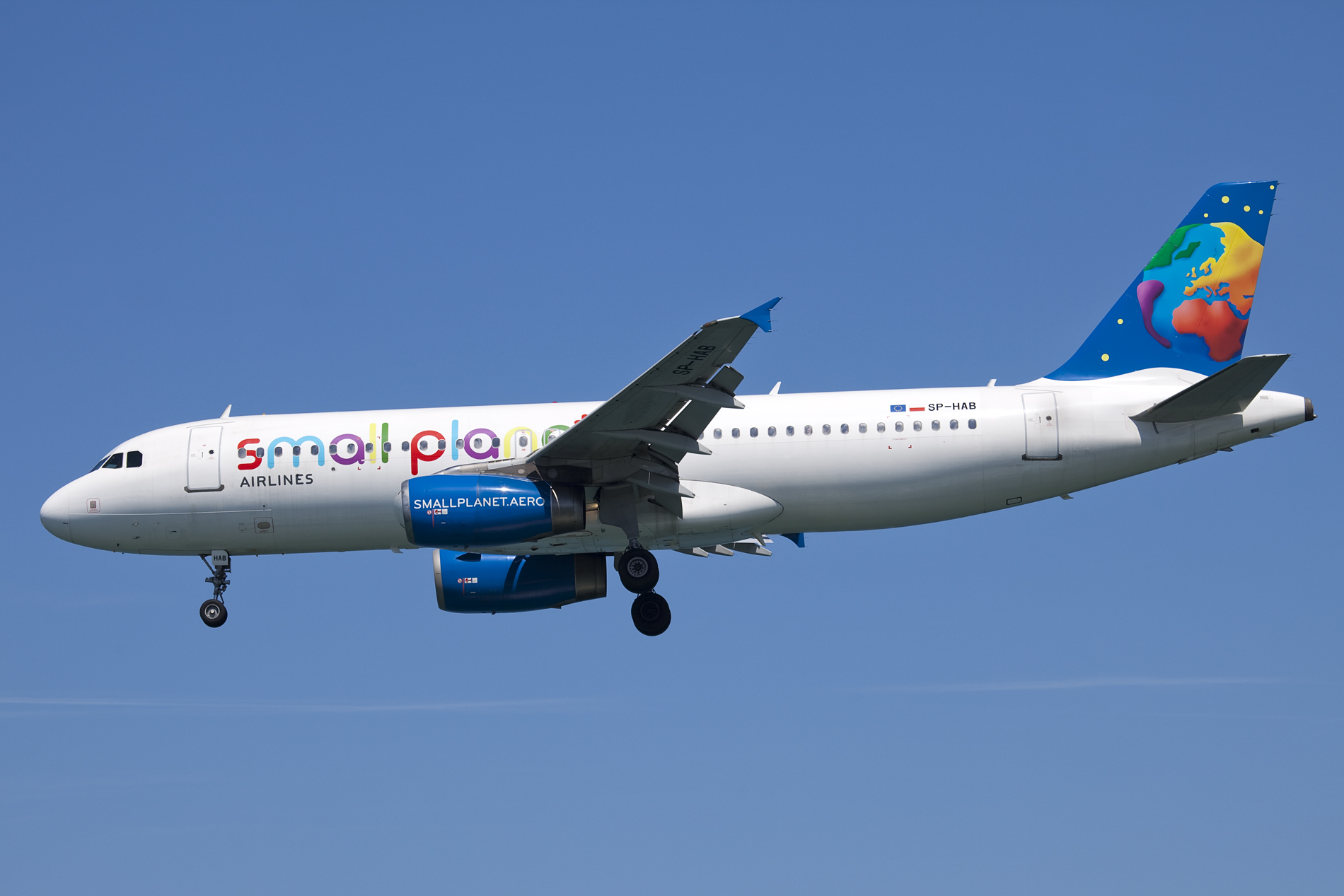
德国小行星航空的空中巴士A320客機

德国小星球航空（Small Planet Airlines GmbH）是一家德国的包机航空公司，总部设在德国柏林，是立陶宛小行星航空的子公司。

## 航点
从2016年5月开始，该航空公司代表托马斯库克和途易集团运营从不莱梅或帕德博恩出发飞往南欧度假胜地的航线 。